# Octav Măgureanu
Octav Măgureanu (pseudonimul literar al lui Octav Gheorghe Huzdup; n. 3 ianuarie 1927, Cernăuți – d. 16 noiembrie 1973, București) a fost un dramaturg, prozator, redactor și traducător român. 

## Biografie
Octav Măgureanu s-a născut la 3 ianuarie 1927, în Bucovina, regiunea Cernăuți, raionul Hliboca, satul Corcești. 
În 1940, a fost nevoit să părăsească orașul Cernăuți și să se refugieze cu ultimul tren spre București, ca urmare a anexării Bucovinei de Nord de către Uniunea Sovietică, conform Pactului Ribbentrop - Molotov. Părinții și cei șase frați au rămas dincolo de noua graniță cu URSS.
Octav Măgureanu a absolvit Facultatea de Filologie la Universitatea București și a debutat, în 1947, ca autor de reportaje și cronici literare, eseuri, schițe și povestiri, publicate în Frontul Plugarilor și Vestea Satelor. Activitatea de prozator a continuat cu publicarea a numeroase nuvele și scenarii de film, în următoarele reviste și ziare: Flacăra, Îndrumătorul Cultural, Viața Românească, Tânărul Scriitor, Viața Militară, Gazeta Literară, Albina, Contemporanul, România Literară. În 1949 a publicat romanul „O călătorie ciudată”, în 1950 nuvela „Stratul cu țiței”, iar în 1957 sunt publicate într-un volum nuvelele: „Ploaia neagră”, „Singurătate” și „Cu hârzobul pe tărâmul celălalt”. 
În anul 1949 a devenit membru al Uniunii Scriitorilor din RPR. În decembrie 1950, șeful „cadrelor” i-a întocmit dosarul de excludere din Uniunea Scriitorilor „pentru acte dușmănoase săvârșite împotriva regimului de democrație populară” (de fapt: exprimare, într-o discuție, împotriva cultului personalității lui Stalin și ascultarea posturilor de radio „Vocea Americii” și BBC). Nu a avut dreptul să publice în anii 1951 și 1952, când a fost arestat de către Securitatea Statului și condamnat de Tribunalul Militar la doi ani de închisoare (1952 - 1954), pentru „omisiune de denunț”. Nu a avut dreptul să publice, între 1954 și 1957. Același dosar din 1950 a avut din nou un rol important și în a doua arestare de către Securitate în 1960; a fost condamnat la patru ani de închisoare, pentru „agitație contra-revoluționară” și „discuții dușmănoase”, fiind grațiat după doi ani (1960 - 1962). În cei patru ani de detenție politică, a fost în închisorile comuniste de la Jilava, Malmaison și Gherla. A fost reprimit ca membru definitiv în Uniunea Scriitorilor, în anul 1971, la recomandarea scriitorilor Horia Lovinescu, Nicolae Țic și Laurențiu Fulga.
Octav Măgureanu a primit de două ori Premiul al II-lea la Concursul Vasile Alecsandri, pentru piesele de teatru „Fata morgana” (1964) și „Jocul cu focul” (1972). În spectacolele cu piesele „Iancu Jianu”, „Oameni sub cer de august”, „Noapte la Palermo” și „Rugul” au jucat mari actori români, pe scenele teatrelor din Craiova, Sibiu, Mediaș, Satu Mare, Galați și București, la Teatru TV și la Teatru Radiofonic. Piesa „Rugul” (al cărei personaj principal este Conrad Haas, inventatorul primelor rachete în trepte) a fost tradusă și jucată în limba germană, în cadrul Festivalului CIBINIUM 71. A mai publicat două piese, la Casa Centrală a Creației Populare. Teatrul Național din București are în portofoliu piesa „Mircea cel Bătrân”, iar Direcția Teatrelor a achiziționat piesa „Inorogul” („Dimitrie Cantemir”). În 1974, la Editura Cartea Românească, a apărut, post-mortem, volumul „Trapezăria”, conținând șapte piese de teatru.
A tradus piese de teatru scrise de George Bernard Shaw, August Strindberg și Ludwig Anzengruber, ulterior fiind publicate sau incluse în repertoriul unor teatre.
A fost citat în „Memorialul Scriitorilor încarcerați sub regimul comunist”, de către scriitorul Ion Lazu, pentru Uniunea Scriitorilor din România.
Octav Măgureanu a încetat din viață la 16 noiembrie 1973, la București.

## Opera

### Proză
- Calendarul, nuvelă, „Flacăra”, 1948
- Oameni dintr-o bucată, Ioana de la strung, Noaptea, nuvele, „Flacăra”, 1949
- O călătorie ciudată, roman, Editura de Stat, 1949
- Vești de la Lixandru, schiță, „Îndrumătorul cultural”, 1950
- Stratul cu țiței, nuvelă, „Viața Românească” și Editura pentru Literatură și Artă a Uniunii Scriitorilor din RPR, 1950
- Apele de aur, schiță, „Flacăra”, 1950
- Lumina din zori, nuvelă (cu pseudonimul Paul Marinescu), „Îndrumătorul cultural”, 1950
- Prăbușirea, nuvelă, „Viața militară”, 1954
- Comoara din pustiu, nuvelă, „Gazeta Literară”, 1956
- Ploaia neagră, volum conținând trei nuvele (Ploaia neagră, Singurătate, Cu hârzobul pe tărâmul celălalt), Editura Tineretului, 1957
- Ochii, schiță, „Albina”, 1958
- Poveste de toamnă, scenariu de film de scurt metraj, 1960, regia Traian Fericeanu (cu: Dumitru Palade), realizat în 1962

### Dramaturgie
- Dragoste cu leac și Omul din armură, piese într-un act, Casa Centrală a Creației Populare, 1958
- Șapte vaci slabe, comedie într-un act, Casa Regională a Creației, 1964; tradusă în limba germană (Sieben magere kühe) de Hans Schuller, Brașov, 1965
- Fata morgana, dramă citadină, Editura pentru Literatură, 1965; adaptare radiofonică: Cei care nu renunță, regia Dan Puican (cu: Ion Caramitru, Ștefan Radof, Corado Negreanu, Mitică Popescu), 1984
- Prietenul nostru, piesă într-un act, Casa Regională a Creației, 1965
- Iancu Jianu, piesă în trei acte, Teatrul Național din Craiova, regia Georgeta Tomescu (cu: Petre Gheorghiu, Leni Pințea - Homeag, Valer Dellakeza, Ilie Gheorghe, Tudor Gheorghe), stagiunea 1968 - 1969
- Oameni sub cer de august, episod dramatic prezentat în cadrul spectacolului Zile fierbinți Teatrul de Stat din Galați, regia Lucian Temelie, stagiunea 1969 - 1970
- Moara de vânt, piesă în trei acte, 1969
- Jocul cu focul, piesă într-un act, Consiliul Culturii, Centrul de îndrumare a creației, 1972
- Mircea cel Bătrân, piesă în trei acte, achiziționată de Teatrul Național București, 1966
- Inorogul (Dimitrie Cantemir), piesă în trei acte, achiziționată de Direcția Teatrelor, 1973
- Der Scheiterhaufen, traducerea în limba germană de către Bettina Schuller a piesei Rugul, Teatrul de Stat din Sibiu, regia Hans Schuschnig, Festivalul CIBINIUM, la Sibiu și Mediaș, 1971
- Rugul, piesă în trei acte, Teatrul de Nord Satu Mare, la Satu Mare și la Teatrul Mic din București, regia Mircea Marin (cu Ion Tifor), stagiunea 1974 - 1975; Teatrul Radiofonic, regia Dan Puican (cu: Constantin Codrescu, George Motoi, Lucia Mureșan, Ion Marinescu, Ovidiu Schumacher, Sorin Gheorghiu, Camelia Zorlescu, Fori Etterle, Constantin Dinulescu), 1976 și 1980; Teatru TV, regia Nicolae Motric (cu: Corado Negreanu, Iurie Darie, Stela Popescu), 1976 și 1983
- Noapte la Palermo (Bălcescu), Teatru TV, regia Letiția Popa (cu Ovidiu Iuliu Moldovan, Olga Delia Mateescu), 1978 și 1985
- Trapezăria, volum conținând șapte piese de teatru (Rugul, Vremea vârcolacilor, Desișul pustiu, Noapte la Palermo, Trapezăria, Țăranca majestății-sale, Moara de vânt), Editura Cartea Românească, 1974

### Traduceri
- Candida, piesă în trei acte de George Bernard Shaw (tradusă în colaborare cu Nicolae Alexandru), spectacol prezentat de: Teatrul „Lucia Sturdza Bulandra” - București, regia George Carabin (cu: Beate Fredanov, Septimiu Sever, Marius Pepino, Ion Caramitru), stagiunea 1966 - 1967; Teatrul Dramatic „Maria Filotti” - Brăila, regia Dumitru Dinulescu, 1970; Teatrul Radiofonic și Radio România Cultural, regia Elena Negreanu (cu: George Constantin, Valeria Seciu, Petre Gheorghiu, Florin Zamfirescu, Jeanine Stavarache, Florin Călinescu), 1983, 2010 și 2011
- Domnișoara Iulia, piesă de August Strindberg (tradusă în colaborare cu Valeriu Munteanu), spectacol prezentat de: Teatrul Național „Marin Sorescu” - Craiova, regia Cătălina Buzoianu (cu: Dumitru Anghel, Smaragda Olteanu), stagiunea 1967 - 1968 și 1995; Teatrul Municipal „Bacovia” - Bacău, 1977; Teatrul Municipal - Turda, 1979; Teatrul „I. D. Sârbu” - Petroșani, 1983; Teatrul „Toma Caragiu” - Ploiești, regia Dragoș Galgoțiu (cu: Marian Rîlea, Raluca Zamfirescu), 1985; Teatrul Național „Ion Luca Caragiale” - București, regia Ștefan Iordănescu (cu: Maia Morgenstern, Mircea Rusu), 1992; Studioul Casandra (UNATC), regia Liana Ceterchi (cu Adrian Pintea), 1994; Teatrul Dramatic „Maria Filotti” - Brăila, 1996; Teatrul Național „Mihai Eminescu” - Timișoara, 1998 și 2001; Teatrul Mic - București, 1999; Teatrul „Sică Alexandrescu” - Brașov, 2002; Teatrul de Stat - Arad, 2003; Teatrul de Comedie - București, regia Liviu Lucaci (cu Delia Nartea), stagiunea 2009 - 2010 și 2011
- Pelicanul, piesă de August Strindberg (tradusă în colaborare cu Alexandru Bondoc), spectacol prezentat de: Teatrul Național „Vasile Alecsandri” din Iași, regia George Rada (cu Sergiu Tudose), stagiunea 1969 - 1970 și 1999 - 2000; Teatrul „Lucia Sturdza Bulandra” - București, regia Ioan Taub (cu Luminița Gheorghiu), 1976; Teatrul Levant - București, regia Cătălina Buzoianu (cu Valeria Seciu), stagiunea 1994 - 1995; Teatrul Radiofonic, regia Dan Puican (cu: Tamara Buciuceanu-Botez, Valeria Seciu, Vlad Zamfirescu), 2005
- Literatură austriacă (Preotul din Kirchfeld și Dubla sinucidere), piese de teatru de Ludwig Anzengruber (traduse în colaborare cu Victor Munteanu și Valerian Turtureanu), Editura pentru Literatură Universală, Colecția „Teatru”, 1968

## Premii
- Premiul al II-lea la Concursul Vasile Alecsandri pentru piesa „Fata morgana” (1964)
- Premiul al II-lea la Concursul Vasile Alecsandri pentru piesa „Jocul cu focul” (1972)